# Flugzeugkollision am Flughafen Sochumi
Die Flugzeugkollision am Flughafen Sochumi ereignete sich am 14. August 1982, als eine startende Tupolew Tu-134A, die den Aeroflot-Flug 974 (Flugnummer: SU974) zum Flughafen Moskau-Wnukowo durchführen sollte, mit einer Let L-410 der Aeroflot zusammenstieß, die den Aeroflot-Flug G-73 (Flugnummer: SU G-73) zum Flughafen Kutaisi durchführen sollte und deren Besatzung mit der Maschine versehentlich auf die Startbahn der Tupolew gerollt war. Bei dem Unfall wurden alle 11 Personen an Bord der Let L-410 getötet und die Maschine völlig zerstört. Alle 82 Insassen der Tupolew überlebten den Zwischenfall.

## Erstes Flugzeug

### Tupolew Tu-134A, Flug 974

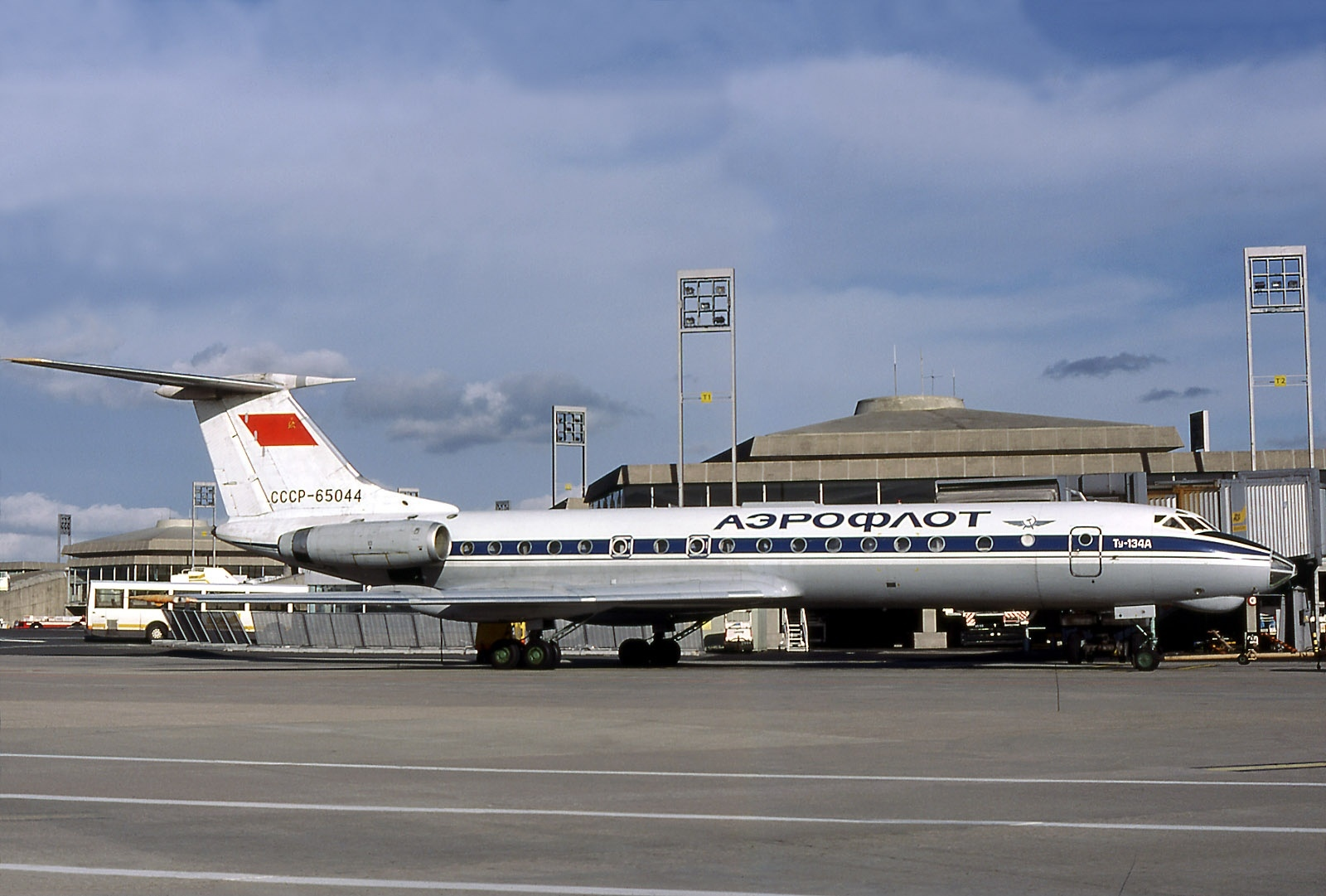
Eine Tupolew Tu-134A der Aeroflot

Das erste beteiligte Flugzeug war eine im Jahr 1974 gebaute Tupolew Tu-134A, welche die Werknummer 17113 und die Modellseriennummer 25-08 trug. Das Roll-Out der Maschine erfolgte am 23. August 1974, sie wurde am 3. September 1974 neu an die Aeroflot ausgeliefert und von dieser mit dem Luftfahrzeugkennzeichen CCCP-65836 zugelassen. Das zweistrahlige Kurzstrecken-Schmalrumpfflugzeug war mit zwei Turbojettriebwerken des Typs Solowjow D-30 II ausgestattet. Bis zum Zeitpunkt des Unfalls hatte die Maschine 17.003 Betriebsstunden absolviert, auf die 10.406 Starts und Landungen entfielen.
Mit der Maschine sollte ein Flug vom Flughafen Sochumi zum Flughafen Moskau-Wnukowo durchgeführt werden. Es befanden sich 76 Passagiere sowie sechs Besatzungsmitglieder an Bord.

## Zweites Flugzeug

### Let L-410M, Flug G-73
Das zweite beteiligte Flugzeug war eine im Jahr 1978 gebaute Let L-410M aus tschechoslowakischer Produktion, welche die Werknummer 781120 trug. Die Maschine absolvierte am 30. Dezember 1978 ihren Erstflug und wurde am 7. Februar 1979 an die Aeroflot ausgeliefert, bei welcher sie das Luftfahrzeugkennzeichen CCCP-67191 erhielt. Die L-410 hatte sich in einer Ausschreibung des Rates für gegenseitige Wirtschaftshilfe (RGW) gegen die sowjetische Berijew Be-32 durchgesetzt und kam daher bei Fluggesellschaften aus fast allen Mitgliedsländern des RGW zum Einsatz. Das zweimotorige Regionalverkehrsflugzeug war mit zwei Turboprop-Triebwerken des Typs Walter M601A ausgestattet. Bis zum Zeitpunkt des Unfalls hatte die Maschine eine Betriebsleistung von 2.738 Betriebsstunden absolviert, die auf 4.098 Starts und Landungen entfielen.
Mit der Maschine sollte ein Regionalflug vom Flughafen Sochumi zum Flughafen Kutaisi durchgeführt werden. Es befanden sich neun Passagiere an Bord. Die Besatzung bestand aus einem Flugkapitän und einem Ersten Offizier. Auf dem Regionalflug waren keine Flugbegleiter vorgesehen.

## Wetter
Zum Unfallzeitpunkt herrschten klare Wetterverhältnisse. Der Wind wehte aus 270° mit einer Geschwindigkeit von drei Metern pro Sekunde, die Sichtweite lag bei über 10 Kilometern, die Lufttemperatur betrug 24 °C.

## Unfallhergang
Die Tu-134A rollte um 17:05:35 Uhr Moskauer Zeit (18:05 Uhr Ortszeit) über den Rollweg Nr. 3 zum Startpunkt der Startbahn 30. Die Besatzung erhielt anschließend die Startfreigabe, woraufhin die Piloten um 17:07:50 Uhr meldeten, dass sie startbereit seien. Inzwischen, um 17:06:45 Uhr, kontaktierte die Besatzung der L-410M, die den für 16:50 Uhr geplanten Regionalflug nach Kopitnari durchführen sollte, die Rollkontrolle und erhielt um 17:07:18 Uhr die Freigabe, über den Rollweg Nr. 3 für einen Start von Startbahn 30 rollen zu dürfen. Sie sollte sich hinter der Tu-134A einreihen. Anstatt den Anweisungen zu folgen, wechselte der Flugkapitän der Let L-410M daraufhin unzulässigerweise die Funkfrequenz und kontaktierte eine andere Abteilung der Flugsicherung, um einen Start von der Startbahn 12 zu erbitten, wofür er eine Freigabe erhielt. Um die Dauer zum Start noch weiter zu verkürzen, ließ der Flugkapitän die Maschine, unter einem groben Verstoß gegen die Betriebsvorschriften, vom Vorfeld über den kürzesten Weg zur Startbahn 12 rollen, wobei er die Schwelle zwischen dem Vorfeld und der alten Start- und Landebahn überrollte und die Maschine dann entlang der alten Start- und Landebahn bis zur Kreuzung mit der neuen Start- und Landebahn rollen ließ. Um 17:07:42 Uhr schaltete der Flugkapitän der L-410M wieder auf die Frequenz mit der Rollkontrolle um und beantragte die Rollerlaubnis zur Startbahn 12. Nachdem er keine Bestätigung erhalten hatte, teilte er per Funk mit, dass er nun Startbahn 12 nehmen werde und beschloss, über die nicht freigegebene Strecke zum Startpunkt zu rollen. Der Lotse der Rollkontrolle, dem die Position der Let L-410 nicht bekannt war, unternahm derweil nichts, um das eigenmächtige und verbotene Handeln ihres Kapitäns zu unterbinden.
Um 17:08 Uhr begann die Besatzung der Tu-134A den Startlauf. Die Let L-410M war inzwischen von der anderen Seite auf die aktive Landebahn 30, in 1.650 Metern Entfernung von der Startschwelle gerollt und der Kapitän teilte um 17:08:22 Uhr die Position mit, die der Lotse der Rollkontrolle aufgrund des Startlärms der Tu-134A jedoch nicht verstand, woraufhin er sich um 17:08:30 Uhr nochmals nach der Position der Let L-410M erkundigte. Gut 26 Sekunden nachdem sie den Startlauf begonnen hatten, erblickten die Piloten der Tu-134A bei einer Geschwindigkeit von 195 km/h in 400 Metern Entfernung auf der Startbahn die Let L-410M. Sie leiteten einen Startabbruch ein und scherten nach links aus, fuhren die Störklappen aus, bremsten und aktivierten die Schubumkehr. Die Besatzung der Let L-410M erhöhte hingegen den Schub und versuchte, die Maschine nach links von der Startbahn zu steuern. Die Kollision war dennoch nicht mehr zu vermeiden. Um 18:09 Uhr Ortszeit und 33,5 Sekunden nach Beginn des Startlaufs kollidierte die Tu-134A bei einer Geschwindigkeit von 216 km/h, 1.626 m vor dem Ende der Startbahn mit der Let L-410M. Nach der Kollision schlitterte die Tu-134A 514 Meter entlang der linksseitigen Graspiste und kam 2.140 Meter hinter der Startbahnschwelle und 48 Meter links von der Mittellinie zum Stehen. Sie wurde so stark beschädigt, dass sie als Totalverlust abgeschrieben werden musste. Die rechte Tragfläche der Tu-134A schlitzte die Let L-410M in Höhe der Kabinenfenster auf. Die linke Tragfläche wurde zerstört. Der vordere Teil des Rumpfes mit dem Cockpit brach ab und drehte sich um 180 Grad. Alle 11 Insassen des Regionalverkehrsflugzeuges kamen ums Leben.

## Ursachen
Die Verantwortung für den Unfall wurde im Wesentlichen dem Flugkapitän der Let L-410M, in Teilen aber auch der Flugsicherung gegeben. Dieser habe die Anweisungen der Rollkontrolle nicht befolgt, unbefugt und eigenmächtig die Rollrichtung und den Rollweg geändert, unter Missachtung der Regeln für den Funkverkehr mit einem anderen Lotsen Kontakt aufgenommen und sei schließlich auf die aktive Startbahn 30 gerollt.
Dem Fluglotsen wurde zur Last gelegt, dass er dem Kapitän der Let L-410M nicht verboten hatte, über eine nicht freigegebene Strecke zu rollen. Der Besatzung der Let L-410M sei zudem die Startfreigabe erteilt worden, als die Tu-134A bereits losgerollt war. Der Let L-410M sei außerdem unbefugterweise eine zweite Rollfreigabe für die Startbahn 12 erteilt worden, was zum Verletzen des vorgesehenen Rollplans beitrug. Dem Flughafendirektor wurde vorgeworfen, die Arbeit der Schicht nicht ausreichend koordiniert und überwacht zu haben.